# 多治比土作
多治比 土作（たじひ の はにつくり/はにし）は、奈良時代の公卿。左大臣・多治比嶋の孫。宮内卿・多治比水守の子。官位は従四位上・参議。

## 経歴
聖武朝の天平12年（740年）従五位下に叙爵。天平15年（743年）新羅使が来日した際、検校新羅客使に任ぜられて筑前国に派遣される。新羅使が調を土毛（くにつもの）と改称したこと、書面の最後に物品数を記していることをもって、旧例を踏まえると大いに礼を失していると報告した。この結果、太政官は水手以上の者を召して、失礼な書面であることを告げ、速やかに退去を命じたという。のち、摂津亮・民部少輔を歴任する。
天平勝宝元年（749年）孝謙天皇の即位後まもなく紫微大忠に任ぜられる。藤原仲麻呂政権下では尾張守・西海道節度副使と地方官を歴任する一方、天平宝字元年（757年）従五位上、天平宝字7年（763年）正五位下と昇進する。天平宝字8年（764年）4月に文部大輔として京官に復すが、同年9月に発生した藤原仲麻呂の乱での動静は不明。
称徳朝に入り、天平神護2年（766年）従四位下に昇進したのち、左京大夫・治部卿を歴任する。神護景雲4年（770年）光仁天皇即位後まもなく従四位上・参議に叙任されて公卿に列した。宝亀2年（771年）6月10日卒去。最終官位は参議治部卿従四位上。

## 和歌作品
天平勝宝3年（751年）藤原仲麻呂邸において開かれた遣唐使・藤原清河に対する餞別の宴において、「住吉に斎く祝が神言と行くとも来とも船は早けむ」と詠んだという。

## 官歴
『続日本紀』による。
- 時期不詳：正六位上
- 天平12年（740年） 正月13日：従五位下
- 天平15年（743年） 3月6日：検校新羅客使。6月30日：摂津亮
- 天平18年（746年） 4月11日：民部少輔
- 天平勝宝元年（749年） 8月10日：紫微大忠
- 天平勝宝6年（754年） 4月5日：尾張守
- 天平宝字元年（757年） 5月20日：従五位上
- 天平宝字5年（761年） 11月17日：西海道節度副使
- 天平宝字7年（763年） 正月9日：正五位下
- 天平宝字8年（764年） 4月11日：文部大輔
- 天平神護2年（766年） 11月5日：従四位下
- 神護景雲2年（778年） 正月：兼相模守[3]。2月18日：左京大夫。7月1日：治部卿
- 神護景雲4年（770年） 7月20日：従四位上、参議
- 宝亀2年（771年） 6月10日：卒去（参議治部卿従四位上）

## 系譜
- 父：多治比水守[3]
- 母：不詳
- 生母不明の子女
  - 八男：多治比今麻呂[3]（753-825）